# Eidética
La memoria eidética es la supuesta habilidad de recordar imágenes con niveles de detalle muy precisos, sin necesidad de usar mnemotecnia.

## Psicología
La palabra eidética  viene del vocablo griego εἶδος (eidos), que significa "forma". La palabra fue acuñada por Mario López (1929). Se trata de un tipo de memoria de carácter casi sensorial, cuyo tiempo de permanencia ronda milésimas de segundos. Precede a la memoria a corto plazo.
En psicología, las personas con hipertrofia de la memoria eidética pueden recordar cualquier cosa que hayan visto u oído, incluso aunque lo hayan percibido una sola vez y de forma fugaz, si bien en general, los recuerdos son menos claros y detallados que las percepciones.
A veces, una imagen memorizada es tan completa en cada detalle que se le denomina memoria fotográfica. Se dice que se da con frecuencia en niños, quienes, ocasionalmente, serían capaces de reconstruir una imagen tan completa que podrían llegar a deletrear una página entera escrita en un idioma desconocido, la cual habrían visto durante apenas unos momentos. A este fenómeno se lo ha llegado a considerar mito, ya que nunca se ha podido comprobar.
Existen muchos tipos de memoria pronunciada. Por ejemplo, la Memoria Autobiográfica Altamente Superior (HSAM, según sus siglas en inglés), que consiste en registrar hechos del pasado relacionados con la propia experiencia extraordinariamente detallados y precisos, desde un acontecimiento familiar a lo que alguien les contó, leyeron o escucharon en un día particular. La denominación se la dio el neurobiólogo de la Universidad de California en Irvine en 2006 James McGaugh en un estudio, que duró seis años, sobre una paciente con estos síntomas. Hay unas veinte personas oficialmente diagnosticadas con HSAM, todas en Estados Unidos.

## En la cultura popular
Algunos personajes de ficción a quienes se atribuye memoria eidética son:
- Adrian Monk, personaje principal de la serie Monk.
- Sherlock Holmes, en The Adventures of Sherlock Holmes (1892) de Arthur Conan Doyle.
- Irineo Funes, personaje del cuento Funes el memorioso, de Jorge Luis Borges.
- Severian, en la saga de novelas El libro del sol nuevo (1980-1983)[6]
- Fox Mulder,  en la serie The X-Files (1993-2018)
- Ethan Hunt, en la saga de películas Misión imposible (1996-2021)
- Will Hunting, en la película Good Will Hunting (1997) de Gus Van Sant.
- Malcolm Wilkerson, en la serie televisiva Malcolm in the Middle (2000-2006)
- Robert Langdon, en la novela El código Da Vinci (2003) y otras de Dan Brown.
- Lexie Grey, joven médica en la serie televisiva Grey's anatomy (2005-)
- Spencer Reid, en la serie televisiva Mentes criminales (2005-)[7]
- Shawn Spencer, en la serie televisiva Psych (2006-2014)[8]
- Sheldon Cooper, en la serie televisiva The Big Bang Theory (2007-2019)[9]
- Mona Vanderwaal, en la serie televisiva Pretty Little Liars (2010-2017)
- Mike Ross, en la serie televisiva Suits (2011-2019)[10]
- Woo Young Woo, en la serie televisiva Woo, una abogada extraordinaria (2022)
- Cynthia Moon, la mujer araña, del cómic Silk (2014-2018), de Marvel Comics.
- Dr. Shaun Murphy, el joven cirujano con autismo y síndrome del sabio, de la serie televisiva  The Good Doctor ( 2017-2024).

## Filosofía
En filosofía, eidética se refiere al conocimiento intuitivo de la esencia (del griego eidés). La diferente posibilidad de conocimiento del fenómeno (apariencia) y el noúmeno (la cosa en sí) es una discusión que viene desde Immanuel Kant, al menos. Se puede añadir que la distinción entre el conocimiento de la cosa en sí y el conocimiento de nuestra percepción de la cosa es el tema fundamental «mito de la caverna» del filósofo griego clásico Platón. Para la solución de la corriente de la fenomenología, a partir de Edmund Husserl, el concepto de eidética es central.